# Daiki Sugioka
Daiki Sugioka (大暉 杉岡?, Sugioka Daiki; Adachi, 8 settembre 1998) è un calciatore giapponese, difensore del Kashiwa Reysol.

## Caratteristiche tecniche
Di piede mancino, è un terzino sinistro che può essere impiegato anche come difensore centrale oppure come esterno di centrocampo. Dotato di buona capacità di corsa, è abile nel servire assist ai compagni di squadra.

## Carriera

### Club

#### Shonan Bellmare e Kashima Antlers
Cresciuto nel settore giovanile del Shonan Bellmare, ha esordito in prima squadra il 26 febbraio 2017 in occasione del match di J2 League vinto 1-0 contro il Mito HollyHock. Nella partita successiva contro il Thespakusatsu Gunma segnerà la sua prima rete aprendo le marcature vincendo per 3-1, sarà autore del gol del 2-0 battendo il Fagiano Okayama, e con un suo assist Takuya Okamoto segnerà il gol del 1-0 vincendo contro il Kyoto Sanga. La squadra vincerà il campionato di seconda divisione e Sugioka segnerà la sua ultima rete stagionale con il gol del 1-0 battendo il Tokushima Vortis, e ottiene la promozione in J1 League, la massima serie di calcio giapponese, segnando la sua prima rete in campionato nel pareggio per 2-2 contro il Consadole Sapporo. Nel 2018, giocando la semifinale della Coppa del Giappone contro il Kashiwa Reysol, la partita finirà per 2-2 e ai rigori lo Shonan Bellmare vincerà per 5-4, Sigioka segnerà il primo gol calciando dal dischetto, e tale vittoria permetterà l'accesso alla finale contro lo Yokohama F·Marinos e per merito di Sugioca la squadra vincerà il trofeo per la prima volta nella storia con uno strepitoso gol calciando di sinistro da fuori area la rete che permetterà di vincere di misura per 1-0. A partire dal 2020 giocherà per il Kashima Antlers, debuttando il 12 luglio nella sconfitta per 1-0 contro l'Urawa Red Diamonds.

### Nazionale
Con la Nazionale U-20 giapponese ha preso parte al Mondiale Under-20 2017 giocando in due partite, nel pareggio per 2-2 contro l'Italia e nella sconfitta per 1-0 contro il Venezuela. Con la Nazionale Under-23 prenderà parte ai Giochi asiatici ottenendo l'argento, giocando in tutte le partite, tranne che nella vittoria per 4-0 contro il Pakistan. Giocherà pure nella Coppa d'Asia Under-23, con un suo assist Ryotaro Meshino segnerà la rete del temporaneo pareggio nella sconfitta per 2-1 contro l'Arabia Saudita.
Viene convocato nella Copa América 2019 debuttando per la prima volta con la nazionale maggiore nella sconfitta per 4-0 contro il Cile, mentre nella partita successica, finita in pareggio per 2-2 contro l'Uruguay, fornirà a Kōji Miyoshi l'assist con cui quest'ultimo segnerà il suo secondo gol in partita.

## Statistiche

### Presenze e reti nei club
Statistiche aggiornate all'8 dicembre 2024.
| Stagione               | Squadra                | Campionato             | Campionato | Campionato | Coppe nazionali | Coppe nazionali | Coppe nazionali | Coppe continentali | Coppe continentali | Coppe continentali | Altre coppe | Altre coppe | Altre coppe | Totale | Totale | Totale |
| Stagione               | Squadra                | Comp                   | Pres       | Reti       | Comp            | Pres            | Reti            | Comp               | Pres               | Reti               | Comp        | Pres        | Reti        | Pres   | Reti   |        |
| ---------------------- | ---------------------- | ---------------------- | ---------- | ---------- | --------------- | --------------- | --------------- | ------------------ | ------------------ | ------------------ | ----------- | ----------- | ----------- | ------ | ------ | ------ |
| 2017                   | Shonan Bellmare        | J2                     | 37         | 3          | CG              | 1               | 0               | -                  | -                  | -                  | -           | -           | -           | 38     | 3      |        |
| 2018                   | Shonan Bellmare        | J1                     | 30         | 1          | CG+CdL          | 1+5             | 0+1             | -                  | -                  | -                  | -           | -           | -           | 36     | 2      |        |
| 2019                   | Shonan Bellmare        | J1                     | 28+1       | 2+0        | CG+CdL          | 0+4             | 0               | -                  | -                  | -                  | SBC         | 1           | 0           | 34     | 2      |        |
| 2020                   | Kashima Antlers        | J1                     | 7          | 0          | CdL             | 1               | 0               | ACL                | 0                  | 0                  | -           | -           | -           | 8      | 0      |        |
| gen.-ago. 2021         | Kashima Antlers        | J1                     | 7          | 1          | CG+CdL          | 2+7             | 0+1             | -                  | -                  | -                  | -           | -           | -           | 16     | 2      |        |
| Totale Kashima Antlers | Totale Kashima Antlers | Totale Kashima Antlers | 14         | 1          |                 | 10              | 1               |                    | 0                  | 0                  |             | -           | -           | 24     | 2      |        |
| ago.-dic. 2021         | Shonan Bellmare        | J1                     | 8          | 0          | CG              | 0               | 0               | -                  | -                  | -                  | -           | -           | -           | 8      | 0      |        |
| 2022                   | Shonan Bellmare        | J1                     | 29         | 0          | CG+CdL          | 1+6             | 0+1             | -                  | -                  | -                  | -           | -           | -           | 36     | 1      |        |
| 2023                   | Shonan Bellmare        | J1                     | 33         | 2          | CG+CdL          | 3+3             | 0               | -                  | -                  | -                  | -           | -           | -           | 39     | 2      |        |
| gen.-lug. 2024         | Shonan Bellmare        | J1                     | 15         | 0          | CG+CdL          | 1+1             | 0               | -                  | -                  | -                  | -           | -           | -           | 17     | 0      |        |
| Totale Shonan Bellmare | Totale Shonan Bellmare | Totale Shonan Bellmare | 181        | 8          |                 | 26              | 2               |                    | -                  | -                  |             | 1           | 0           | 208    | 10     |        |
| lug.-dic. 2024         | Machida Zelvia         | J1                     | 12         | 0          | CdL             | 2               | 0               | -                  | -                  | -                  | -           | -           | -           | 14     | 0      |        |
| 2025                   | Kashiwa Reysol         | J1                     | 0          | 0          | CG+CdL          | 0               | 0               | -                  | -                  | -                  | -           | -           | -           | 0      | 0      |        |
| Totale carriera        | Totale carriera        | Totale carriera        | 207        | 9          |                 | 38              | 3               |                    | 0                  | 0                  |             | 1           | 0           | 246    | 12     |        |

### Cronologia presenze e reti in nazionale
| Cronologia completa delle presenze e delle reti in nazionale ― Giappone | Cronologia completa delle presenze e delle reti in nazionale ― Giappone | Cronologia completa delle presenze e delle reti in nazionale ― Giappone | Cronologia completa delle presenze e delle reti in nazionale ― Giappone | Cronologia completa delle presenze e delle reti in nazionale ― Giappone | Cronologia completa delle presenze e delle reti in nazionale ― Giappone | Cronologia completa delle presenze e delle reti in nazionale ― Giappone | Cronologia completa delle presenze e delle reti in nazionale ― Giappone |
| Data                                                                    | Città                                                                   | In casa                                                                 | Risultato                                                               | Ospiti                                                                  | Competizione                                                            | Reti                                                                    | Note                                                                    |
| ----------------------------------------------------------------------- | ----------------------------------------------------------------------- | ----------------------------------------------------------------------- | ----------------------------------------------------------------------- | ----------------------------------------------------------------------- | ----------------------------------------------------------------------- | ----------------------------------------------------------------------- | ----------------------------------------------------------------------- |
| 18-6-2019                                                               | San Paolo                                                               | Giappone                                                                | 0 – 4                                                                   | Cile                                                                    | Coppa America 2019 - 1º turno                                           | -                                                                       |                                                                         |
| 21-6-2019                                                               | Porto Alegre                                                            | Uruguay                                                                 | 2 – 2                                                                   | Giappone                                                                | Coppa America 2019 - 1º turno                                           | -                                                                       |                                                                         |
| 25-6-2019                                                               | Belo Horizonte                                                          | Ecuador                                                                 | 1 – 1                                                                   | Giappone                                                                | Coppa America 2019 - 1º turno                                           | -                                                                       |                                                                         |
| 19-7-2022                                                               | Kashima                                                                 | Giappone                                                                | 6 – 0                                                                   | Hong Kong                                                               | Coppa dell'Asia orientale 2022                                          | -                                                                       |                                                                         |
| 24-7-2022                                                               | Toyota                                                                  | Giappone                                                                | 0 – 0                                                                   | Cina                                                                    | Coppa dell'Asia orientale 2022                                          | -                                                                       | 70’                                                                     |
| Totale                                                                  |                                                                         | Presenze                                                                | 5                                                                       |                                                                         | Reti                                                                    | 0                                                                       |                                                                         |

| Cronologia completa delle presenze e delle reti in nazionale ― Giappone under 23 | Cronologia completa delle presenze e delle reti in nazionale ― Giappone under 23 | Cronologia completa delle presenze e delle reti in nazionale ― Giappone under 23 | Cronologia completa delle presenze e delle reti in nazionale ― Giappone under 23 | Cronologia completa delle presenze e delle reti in nazionale ― Giappone under 23 | Cronologia completa delle presenze e delle reti in nazionale ― Giappone under 23 | Cronologia completa delle presenze e delle reti in nazionale ― Giappone under 23 | Cronologia completa delle presenze e delle reti in nazionale ― Giappone under 23 |
| Data                                                                             | Città                                                                            | In casa                                                                          | Risultato                                                                        | Ospiti                                                                           | Competizione                                                                     | Reti                                                                             | Note                                                                             |
| -------------------------------------------------------------------------------- | -------------------------------------------------------------------------------- | -------------------------------------------------------------------------------- | -------------------------------------------------------------------------------- | -------------------------------------------------------------------------------- | -------------------------------------------------------------------------------- | -------------------------------------------------------------------------------- | -------------------------------------------------------------------------------- |
| 21-3-2018                                                                        | Asunción                                                                         | Cile under 23                                                                    | 2 – 0                                                                            | Giappone under 23                                                                | Amichevole                                                                       | -                                                                                |                                                                                  |
| 23-3-2018                                                                        | Asunción                                                                         | Venezuela under 23                                                               | 3 – 3 (1 – 4 dtr)                                                                | Giappone under 23                                                                | Amichevole                                                                       | -                                                                                | 87’                                                                              |
| 25-3-2018                                                                        | Asunción                                                                         | Paraguay under 23                                                                | 2 – 1                                                                            | Giappone under 23                                                                | Amichevole                                                                       | -                                                                                |                                                                                  |
| 28-5-2018                                                                        | Vitrolles                                                                        | Turchia under 23                                                                 | 2 – 1                                                                            | Giappone under 23                                                                | Torneo di Tolone 2018 - 1º turno                                                 | -                                                                                | 53’                                                                              |
| 3-6-2018                                                                         | Fos-sur-Mer                                                                      | Giappone under 23                                                                | 1 – 1                                                                            | Canada under 23                                                                  | Torneo di Tolone 2018 - 1º turno                                                 | -                                                                                |                                                                                  |
| 7-6-2018                                                                         | Carnoux-en-Provence                                                              | Giappone under 23                                                                | 1 – 0                                                                            | Togo under 23                                                                    | Torneo di Tolone 2018 - Play-off 7º posto                                        | -                                                                                |                                                                                  |
| 14-8-2018                                                                        | Cikarang                                                                         | Giappone under 23                                                                | 1 – 0                                                                            | Nepal under 23                                                                   | XVIII Giochi asiatici                                                            | -                                                                                |                                                                                  |
| 14-8-2018                                                                        | Cikarang                                                                         | Giappone under 23                                                                | 0 – 1                                                                            | Vietnam under 23                                                                 | XVIII Giochi asiatici                                                            | -                                                                                |                                                                                  |
| 24-8-2018                                                                        | Bekasi                                                                           | Malaysia under 23                                                                | 0 – 1                                                                            | Giappone under 23                                                                | XVIII Giochi asiatici                                                            | -                                                                                |                                                                                  |
| 27-8-2018                                                                        | Palembang                                                                        | Arabia Saudita under 23                                                          | 1 – 2                                                                            | Giappone under 23                                                                | XVIII Giochi asiatici                                                            | -                                                                                |                                                                                  |
| 29-8-2018                                                                        | Cibinong                                                                         | Giappone under 23                                                                | 1 – 0                                                                            | Emirati Arabi Uniti under 23                                                     | XVIII Giochi asiatici                                                            | -                                                                                |                                                                                  |
| 1-9-2018                                                                         | Cibinong                                                                         | Corea del Sud under 23                                                           | 2 – 1 dts                                                                        | Giappone under 23                                                                | XVIII Giochi asiatici                                                            | -                                                                                | 90+1’                                                                            |
| 14-11-2018                                                                       | Dubai                                                                            | Uzbekistan under 23                                                              | 2 – 2                                                                            | Giappone under 23                                                                | Amichevole                                                                       | -                                                                                |                                                                                  |
| 20-11-2018                                                                       | Dubai                                                                            | Emirati Arabi Uniti under 23                                                     | 1 – 1                                                                            | Giappone under 23                                                                | Amichevole                                                                       | -                                                                                |                                                                                  |
| 24-3-2019                                                                        | Yangon                                                                           | Timor Est under 23                                                               | 0 – 6                                                                            | Giappone under 23                                                                | Qualificazioni Coppa d'Asia AFC Under-23 2020                                    | -                                                                                |                                                                                  |
| 26-3-2019                                                                        | Yangon                                                                           | Giappone under 23                                                                | 7 – 0                                                                            | Birmania under 23                                                                | Qualificazioni Coppa d'Asia AFC Under-23 2020                                    | -                                                                                |                                                                                  |
| 6-9-2019                                                                         | Celaya                                                                           | Messico under 23                                                                 | 0 – 0                                                                            | Giappone under 23                                                                | Amichevole                                                                       | -                                                                                | cap.                                                                             |
| 9-9-2019                                                                         | Chula Vista                                                                      | Stati Uniti under 23                                                             | 2 – 0                                                                            | Giappone under 23                                                                | Amichevole                                                                       | -                                                                                | 83’                                                                              |
| 14-10-2019                                                                       | Recife                                                                           | Brasile under 23                                                                 | 2 – 3                                                                            | Giappone under 23                                                                | Amichevole                                                                       | -                                                                                |                                                                                  |
| 9-1-2020                                                                         | Rangsit                                                                          | Giappone under 23                                                                | 1 – 2                                                                            | Arabia Saudita under 23                                                          | Coppa d'Asia AFC Under-23 2020                                                   | -                                                                                | 90+1’                                                                            |
| 15-1-2020                                                                        | Bangkok                                                                          | Qatar under 23                                                                   | 1 – 1                                                                            | Giappone under 23                                                                | Coppa d'Asia AFC Under-23 2020                                                   | -                                                                                | cap.                                                                             |
| Totale                                                                           |                                                                                  | Presenze                                                                         | 21                                                                               |                                                                                  | Reti                                                                             | 0                                                                                |                                                                                  |

## Palmarès

### Club
- J2 League: 1

Shonan Bellmare: 2017
- Coppa J. League: 1

Shonan Bellmare: 2018

### Nazionale
- Giochi asiatici: 1

2018
- Coppa dell'Asia orientale: 1

2022

### Individuale
- Miglior giocatore della Coppa J. League: 1

2018